# Nitiocellus panthera
Nitiocellus panthera är en skalbaggsart som beskrevs av Antoine Boucomont 1921. Nitiocellus panthera ingår i släktet Nitiocellus och familjen bladhorningar. Inga underarter finns listade i Catalogue of Life.